# Рода-де-Ересма
Рода-де-Ересма (ісп. Roda de Eresma) — муніципалітет в Іспанії, у складі автономної спільноти Кастилія-і-Леон, у провінції Сеговія. Населення — 220 осіб (2010).
Муніципалітет розташований на відстані близько 80 км на північний захід від Мадрида, 10 км на північний захід від Сеговії.

## Демографія
Динаміка населення (INE ):